# Lone Johnsen
Pour les articles homonymes, voir Johnsen.
Lone Johnsen, née le 2 septembre 1951 à Copenhague, est une femme politique danoise.

## Biographie
Johnsen est titulaire d'une maîtrise en histoire et études sociales de l'université de Roskilde obtenue en 1981. Commis à l'Association des gouvernements locaux de 1981 à 1985, journaliste à Djøf (da) de 1985 à 1986, responsable de l'information à PKA (Pension) de 1986 à 1992, elle est responsable des communications et du marketing de Krüger A / S de 1992 à 1996. En 1996, elle devient directrice de la Société danoise pour la conservation de la nature (Danmarks Naturfredningsforening (da)), poste qu'elle occupe jusqu'en 2000. Parallèlement, elle est présidente du Bureau européen de l'environnement de 1998 à 2000. Elle dirige sa propre société de conseil en 2000-2002 et est avant son arrivée à Carlsberg en 2008, directrice d'Esrum Kloster & Møllegård (da) depuis 2002.
Johnsen est membre du conseil d'administration du Fonds de développement des attractions depuis 2006, membre de l'Autorité danoise de réglementation de l'énergie nommé par le ministre du Commerce et de l'Industrie depuis 2004, présidente du Conseil de développement régional pour le port de Copenhague A/S, nommé par le ministre des Transports depuis 2001, membre du Fonds d'économie d'électricité 1997-2002, du Comité consultatif sur le soutien environnemental pour les pays de l'Est (1996-2001) et membre du Conseil gouvernemental de l'environnement énergétique (1996-2001).
Elle est l'auteure de More Welfare with Fewer Resources, Environmental Strategy for SID (2001), a été rédactrice en chef de The Public and the Environment (Danish Society for Nature Conservation 1998) et a écrit avec Klaus Larsen Pension Fund in the future - future pension funds en 1990.

### Activités politiques
À la fin des années 1970, Lone Johnsen est une femme politique de premier plan chez les Socialistes de gauche. La sympathie du parti pour le Front populaire de libération de la Palestine (FPLP) conduit le parti à envoyer une délégation au Moyen-Orient en 1980. Outre Johnsen, la délégation est alors composée d'Anne Grete Holmsgaard (da), qui était membre du Folketing à l'époque, et de Jakob Erle (da).
La délégation rencontre des dirigeants du FPLP, dont Taysir Kuba, qui préside alors le Comité international du FPLP et a personnellement accueilli des membres du Blekingegadebanden (da) lors de visites précédentes. Avec Taysir Kuba et un membre de la commission des affaires étrangères du FPLP, Marwan Al-Fahoum, la délégation a signé une déclaration conjointe en anglais.
Cette déclaration commune a pris la forme d'un véritable accord de coopération et contenait un certain nombre de formulations fortes. Le communiqué disait : « Le FPLP et le VS ont réaffirmé leur vision commune de l'État sioniste en tant qu'entité raciste agissant comme un instrument de l'impérialisme. Les deux parties réaffirment qu'il n'y aura pas de solution pour le peuple palestinien, ni pour les Juifs sans une totale destruction de l'entité sioniste ». Le FPLP et la délégation américaine ont ensuite exprimé leur soutien à la politique de l'Union soviétique et les États-Unis ont exprimé leur soutien chaleureux au FPLP : « Les deux parties se sont mises d'accord sur la poursuite de la lutte palestinienne sous toutes ses formes »,.
Au cours de la même période, Johnsen a co-écrit les livres Palæstinenser i Israel et Palæstinenser i Libanon (Gjellerups Forlag (da), 1979).
Depuis le 10 avril 1985, elle est mariée au responsable de la communication Niels Stockmarr.